# Liste der Küstentorpedoboote der A-Klassen
Das Küstentorpedoboot der Klassen A-I bis A-III, meist A-Boot genannt, war ein speziell für den Einsatz vor Flandern während des Ersten Weltkriegs konzipierter deutscher Torpedobootstyp. Das A-Boot sollte auch als schnelles Minensuchboot und Geleitfahrzeug einsetzbar sein.
Die Liste enthält alle A-Boote, die bis 1918 in Dienst gestellt wurden. Die Boote A 1 bis A 25, A 56 bis A 67 und A 80 bis A 91 baute die AG Vulcan Hamburg. Für die Boote A 83 bis A 85 wurden von der AG Vulcan Unteraufträge an die Howaldtswerke in Kiel vergeben. Die Boote A 26 bis A 55, A 68 bis A 79 und A 92 bis A 95 baute die Schichau Werft in Elbing.
| † | durch Feindeinwirkung zerstört                                                         |
| ? | im Einsatz vermisst                                                                    |
| § | vom Feind aufgebracht, gekapert oder erbeutet                                          |
| × | Unfall oder selbst versenkt                                                            |
| A | Außerdienststellung (verschrottet, abgewrackt oder einer anderen Verwendung zugeführt) |
| I | Interniert                                                                             |

## A-I (Amtsentwurf 1914) A 1–A 25
| Schiff | Stapellauf        | Indienststellung  | Außerdienststellung | Bemerkung |
| ------ | ----------------- | ----------------- | ------------------- | --- |
| A 1    | 16. Januar 1915   | 29. Januar 1915   | A 10. Mai 1922      | Das Boot wurde in die Reichsmarine übernommen und 1922 aus der Flottenliste gestrichen und in Kiel abgewrackt |
| A 2    | 14. Oktober 1915  | 28. März 1915     | † 1. Mai 1915       | Das Boot sank während eines Gefechtes am 1. Mai 1915 um 18.00 Uhr auf 51° 42′ N, 3° 0′ O durch Artilleriefeuer britischer Zerstörer unter Verlust von 12 Mann |
| A 3    | 24. Juni 1915     | 13. Juli 1915     | ? 7. November 1915  | Das Boot befand sich am 7. November 1915 auf dem Marsch von Kiel nach Danzig und ist seitdem in der Ostsee mit der gesamten Besatzung von 26 Mann verschollen |
| A 4    | 26. Juni 1915     | 30. Juni 1915     | × 11. November 1918 | Das Boot wurde bei der Aufgabe Belgiens am 11. November 1918 in Antwerpen auf 53° 14′ N, 4° 24′ O selbstversenkt, von der belgischen Marine gehoben und als A 3 PC in Dienst gestellt, 1926 in A 3 = Princesse Marie-José und 1927 in A 4 umbenannt und 1931 zum Abbruch verkauft |
| A 5    | 5. Mai 1915       | 10. Mai 1915      | I 15. November 1918 | Das Boot wurde am 15. November 1918 bei der Aufgabe Belgiens in Hellevoetsluis interniert, anschließend am 25. Juni 1919 von der belgischen Marine als A 4 PC übernommen, 1926 in A 4 und 1927 in A 5 umbenannt und 1931 zum Abbruch verkauft |
| A 6    | 3. April 1915     | 8. April 1915     | † 1. Mai 1915       | Das Boot sank während eines Gefechtes am 1. Mai 1915 gegen 18.00 Uhr auf 51° 42′ N, 3° 0′ O durch Artilleriefeuer britischer Zerstörer unter Verlust von einem Mann |
| A 7    | 2. Februar 1915   | 19. April 1915    | † 21. März 1918     | Das Boot sank während eines Gefechtes am 21. März 1918 gegen 06.00 Uhr auf 51° 15′ N, 2° 40′ O durch Artilleriefeuer der französischen Zerstörer Capitaine Mehl und Bouclier unter Verlust von 23 Mann |
| A 8    | 25. April 1915    | 21. Mai 1915      | I 15. November 1918 | Das Boot wurde am 15. November 1918 bei der Aufgabe Belgiens in Hellevoetsluis interniert, anschließend am 25. Juni 1919 von der belgischen Marine als A 5 PC übernommen, 1926 in A 5 und 1927 in A 8 umbenannt, 1931 der Staatsmarineschule Ostende als Oever übergeben und 1939 zum Abbruch verkauft |
| A 9    | 4. August 1915    | 8. August 1915    | I 15. November 1918 | Das Boot wurde am 15. November 1918 bei der Aufgabe Belgiens in Hellevoetsluis interniert, anschließend am 25. Juni 1919 von der belgischen Marine als A 6 PC übernommen, 1926 in A 6 und 1927 in A 9 umbenannt und 1931 zum Abbruch verkauft |
| A 10   | 16. August 1915   | 23. August 1915   | † 7. Februar 1918   | Das Boot lief am 7. Februar 1918 um 12.40 Uhr auf 51° 16′ N, 2° 53′ O auf eine Mine und sank unter Verlust von 19 Mann |
| A 11   | 4. Juni 1915      | 7. Juni 1915      | I 15. November 1918 | Das Boot wurde am 15. November 1918 bei der Aufgabe Belgiens in Hellevoetsluis interniert, anschließend am 25. Juni 1919 von der belgischen Marine als A 7 PC übernommen, 1926 in A 7 und 1927 in A 11 umbenannt und 1931 zum Abbruch verkauft |
| A 12   | 28. April 1915    | 2. Mai 1915       | I 15. November 1918 | Das Boot wurde am 15. November 1918 bei der Aufgabe Belgiens in Hellevoetsluis interniert, anschließend am 25. Juni 1919 von der belgischen Marine als A 2 PC übernommen, 1926 in A 2 = Prince Charles und 1927 in A 12 umbenannt und 1931 zum Abbruch verkauft |
| A 13   | 15. Mai 1915      | 21. Mai 1915      | † 16. August 1917   | Das Boot sank am 16. August 1917 um 04.20 Uhr auf 51° 15′ N, 2° 56′ O in Ostende durch Luftangriff unter Verlust von einem Mann, wurde gehoben und nach erneuten Artillerietreffern am 22. November 1917 in Brügge außer Dienst gestellt und abgebrochen |
| A 14   | 22. Juli 1915     | 27. Juli 1915     | I 15. November 1918 | Das Boot wurde am 15. November 1918 bei der Aufgabe Belgiens in Hellevoetsluis interniert, anschließend am 25. Juni 1919 von der belgischen Marine als A 1 PC übernommen, 1926 in A 1 = Prince Léopolde und 1927 in A 14 umbenannt und 1931 zum Abbruch verkauft |
| A 15   | 10. Juli 1915     | 15. Juli 1915     | † 23. August 1915   | Das Boot sank während eines Gefechtes am 23. August 1915 gegen 00.30 Uhr auf 51° 17′ N, 2° 45′ O durch Artilleriefeuer und Torpedotreffer der französischen Zerstörer Branlebas und Oriflamme unter Verlust von 15 Mann |
| A 16   | 16. Juni 1915     | 19. Juni 1915     | I 15. November 1918 | Das Boot wurde am 15. November 1918 bei der Aufgabe Belgiens in Hellevoetsluis interniert, anschließend am 25. Juni 1919 von der belgischen Marine als A 8 PC übernommen, 1926 in A 8 und 1927 in A 16 umbenannt und 1931 zum Abbruch verkauft |
| A 17   | 8. Juni 1915      | 6. Juli 1915      | x 13. März 1920     | Das Boot wurde in die Reichsmarine übernommen und während des Kapp-Putsch am 13. März 1920 in Kiel auf 54° 19′ N, 10° 10′ O selbstversenkt, am 6. Januar 1921 gehoben und 1922 in Kiel abgewrackt |
| A 18   | 2. Juli 1915      | 20. Juli 1915     | A 21. Januar 1921   | Das Boot wurde in die Reichsmarine übernommen, am 21. Januar 1921 außer Dienst gestellt und 1922 abgewrackt |
| A 19   | 9. September 1915 | 15. Oktober 1915  | † 21. März 1918     | Das Boot sank während eines Gefechtes am 21. März 1918 auf 51° 15′ N, 2° 40′ O durch Artilleriefeuer britischer Zerstörer unter Verlust von 19 Mann |
| A 20   | 27. August 1915   | 1. September 1915 | I 15. November 1918 | Das Boot wurde am 15. November 1918 bei der Aufgabe Belgiens in Hellevoetsluis interniert, anschließend am 25. Juni 1919 von der belgischen Marine als A 9 PC übernommen, 1926 in A 9 und 1927 in A 20 umbenannt, 1931 der Staatsmarineschule Ostende als West Diep übergeben. 1940 deutsche Beute, bis März 1943 Umbau zum Artillerieschulboot Reiher und ab Oktober 1943 Entfernungsmeß-Schulboot Warendorp, 1945 USA-Beute und 1948 in Wilhelmshaven abgebrochen |
| A 21   | 1. Juni 1915      | 29. Juni 1915     | x 13. März 1920     | Das Boot wurde in die Reichsmarine übernommen und während des Kapp-Putsch am 13. März 1920 in Kiel auf 54° 19′ N, 10° 10′ O selbstversenkt, am 6. Januar 1921 gehoben und 1922 in Kiel abgewrackt |
| A 22   | 22. Mai 1915      | 8. Juni 1915      | A 15. Mai 1922      | Das Boot wurde in die Reichsmarine übernommen, am 15. Mai 1922 gestrichen und als Heizboot im Arsenal Kiel aufgebraucht |
| A 23   | 29. März 1915     | 1. November 1915  | A 15. Mai 1922      | Das Boot wurde in die Reichsmarine übernommen, am 15. Mai 1922 gestrichen und ab 1924 als Zielboot aufgebraucht |
| A 24   | 12. Juni 1915     | 8. August 1915    | A 15. Mai 1922      | Das Boot wurde in die Reichsmarine übernommen, am 15. Mai 1922 gestrichen, als Heizboot in Swinemünde und ab 1924 als Zielboot aufgebraucht |
| A 25   | 13. Juli 1915     | 27. Juli 1915     | A 15. Mai 1922      | Das Boot wurde in die Reichsmarine übernommen, am 15. Mai 1922 gestrichen und als Heizboot im Arsenal Kiel aufgebraucht |

## A-II (Amtsentwurf 1915) A 26–A 55
| Schiff | Stapellauf         | Indienststellung   | Außerdienststellung          | Bemerkung |
| ------ | ------------------ | ------------------ | ---------------------------- | --- |
| A 26   | 20. Mai 1916       | 22. Juli 1916      | A 23. März 1923              | Das Boot wurde in die Reichsmarine übernommen und 1923 aus der Flottenliste gestrichen und in Kiel abgewrackt |
| A 27   | 27. Mai 1916       | 12. August 1916    | § britische Kriegsbeute 1920 | am 20. August 1920 an Großbritannien ausgeliefert und bis 1922 abgewrackt |
| A 28   | 10. Juni 1916      | 26. August 1916    | § britische Kriegsbeute 1920 | am 20. August 1920 an Großbritannien ausgeliefert und bis 1922 abgewrackt |
| A 29   | 15. Juni 1916      | 9. September 1916  | § britische Kriegsbeute 1920 | am 20. August 1920 an Großbritannien ausgeliefert und bis 1923 abgewrackt |
| A 30   | 15. Juli 1916      | 28. September 1916 | I 15. November 1918          | Das Boot wurde am 15. November 1918 bei der Aufgabe Belgiens in Hellevoetsluis interniert, anschließend am 25. Juni 1919 von der belgischen Marine als A 29 PC übernommen, 1926 in A 29 umbenannt und 1927 zum Abbruch verkauft |
| A 31   | 1. Juli 1916       | 30. September 1916 | § britische Kriegsbeute 1920 | am 20. August 1920 an Großbritannien ausgeliefert und bis 1923 abgewrackt |
| A 32   | 15. Juli 1916      | 14. Oktober 1916   | x 25. Oktober 1917           | Das Boot strandete am 25. Oktober 1917 während der Schlacht im Moon-Sund um 01.55 Uhr auf 58° 38′ N, 22° 56′ O und wurde aufgegeben. Die Bergung erfolgte 1923 durch die estnische Marine, die es als Sulev in Dienst stellte. Nach der Okkupation Estlands durch die Sowjetunion 1940 als Wachboot Ametist von der Baltischen Flotte übernommen und nach 1950 abgewrackt |
| A 33   | 29. Juli 1916      | 30. Oktober 1916   | § britische Kriegsbeute 1920 | am 15. September 1920 an Großbritannien ausgeliefert und bis 1923 abgewrackt |
| A 34   | 20. Juli 1916      | 8. November 1916   | § britische Kriegsbeute 1920 | am 15. September 1920 an Großbritannien ausgeliefert und bis 1923 abgewrackt |
| A 35   | 19. August 1916    | 1. Dezember 1916   | § britische Kriegsbeute 1920 | am 20. August 1920 an Großbritannien ausgeliefert und bis 1923 abgewrackt |
| A 36   | 14. August 1916    | 27. November 1916  | § britische Kriegsbeute 1920 | am 20. August 1920 an Großbritannien ausgeliefert und bis 1923 abgewrackt |
| A 37   | 12. August 1916    | 24. November 1916  | § britische Kriegsbeute 1920 | am 15. September 1920 an Großbritannien ausgeliefert und bis 1923 abgewrackt |
| A 38   | 17. Oktober 1916   | 14. März 1917      | § britische Kriegsbeute 1920 | am 15. September 1920 an Großbritannien ausgeliefert und bis 1923 abgewrackt |
| A 39   | 12. September 1916 | 16. Dezember 1916  | § britische Kriegsbeute 1920 | am 20. August 1920 an Großbritannien ausgeliefert und bis 1923 abgewrackt |
| A 40   | 2. September 1916  | 8. Dezember 1916   | I 15. November 1918          | Das Boot wurde am 15. November 1918 bei der Aufgabe Belgiens in Hellevoetsluis interniert, anschließend am 25. Juni 1919 von der belgischen Marine als A22 PC übernommen, 1926 in A 22 und 1927 in A 40 umbenannt und 1931 zum Abbruch verkauft |
| A 41   | 8. Dezember 1916   | 16. März 1917      | § britische Kriegsbeute 1920 | am 20. August 1920 an Großbritannien ausgeliefert und bis 1922 abgewrackt |
| A 42   | 1. November 1916   | 5. Januar 1917     | I 15. November 1918          | Das Boot wurde am 15. November 1918 bei der Aufgabe Belgiens in Hellevoetsluis interniert, anschließend am 25. Juni 1919 von der belgischen Marine als A 22 PC übernommen, 1926 in A 22 und 1927 in A 42 umbenannt, 1931 der Staatsmarineschule Ostende als Zand übergeben und 1939 verkauft                                                                              |
| A 43   | 25. Dezember 1916  | 2. Februar 1917    | I 15. November 1918          | Das Boot wurde am 15. November 1918 bei der Aufgabe Belgiens in Hellevoetsluis interniert, anschließend am 25. Juni 1919 von der belgischen Marine als A 24 PC übernommen, 1926 in A 24 und 1927 in A 43 umbenannt, 1931 der Staatsmarineschule Ostende als Wielingen übergeben. 1940 deutsche Beute und 1943 nach Havarie abgewrackt                                     |
| A 44   | 10. März 1917      | 30. April 1917     | § britische Kriegsbeute 1920 | am 20. August 1920 an Großbritannien ausgeliefert und bis 1922 abgewrackt |
| A 45   | 8. November 1916   | 15. Januar 1917    | § britische Kriegsbeute 1920 | am 3. September 1920 an Großbritannien ausgeliefert und bis 1922 abgewrackt |
| A 46   | 24. März 1917      | 22. Mai 1917       | § britische Kriegsbeute 1920 | am 3. September 1920 an Großbritannien ausgeliefert und bis 1922 abgewrackt |
| A 47   | 23. April 1917     | 22. Juni 1917      | I 15. November 1918          | Das Boot wurde am 15. November 1918 bei der Aufgabe Belgiens in Hellevoetsluis interniert, anschließend am 25. Juni 1919 von der belgischen Marine als A 25 PC übernommen, 1926 in A 25 und 1927 in A 47 umbenannt und 1931 zum Abbruch verkauft |
| A 48   | 9. Juni 1917       | 31. Juli 1917      | § britische Kriegsbeute 1920 | am 3. September 1920 an Großbritannien ausgeliefert und bis 1922 abgewrackt |
| A 49   | 19. Mai 1917       | 9. Juli 1917       | § britische Kriegsbeute 1920 | ab November 1918 bis 1920 belgische Marine als A 26 PC, am 15. September 1920 an Großbritannien ausgeliefert und bis 1923 abgewrackt |
| A 50   | 8. Juli 1917       | 20. August 1917    | † 17. November 1917          | Das Boot lief am 17. November 1917 um 08.30 Uhr auf 51° 33′ N, 3° 15′ O auf eine Mine und sank unter Verlust von 18 Mann |
| A 51   | 16. Mai 1917       | 26. Juli 1917      | x 29. Oktober 1918           | Das Boot war der U-Boot-Flottille Mittelmeer in Pola zugeordnet und wurde bei der Aufgabe Fiumes am 29. Oktober 1918 dort auf 45° 21′ N, 14° 26′ O selbstversenkt, 1920 gehoben und anschließend in Italien abgewrackt |
| A 52   | 18. Januar 1917    | 1. April 1917      | § britische Kriegsbeute 1920 | am 30. September 1920 an Großbritannien ausgeliefert und bis 1923 abgewrackt |
| A 53   | 3. Februar 1917    | 7. April 1917      | § britische Kriegsbeute 1920 | am 15. September 1920 an Großbritannien ausgeliefert und bis 1923 abgewrackt |
| A 54   | 22. Februar 1917   | 14. April 1917     | § britische Kriegsbeute 1920 | am 30. September 1920 an Großbritannien ausgeliefert und bis 1923 abgewrackt |
| A 55   | 10. März 1917      | 27. April 1917     | § britische Kriegsbeute 1920 | am 30. September 1920 an Großbritannien ausgeliefert und bis 1923 abgewrackt |

## A-III (Amtsentwurf 1916) A 56–A 113
| Schiff     | Stapellauf         | Indienststellung   | Außerdienststellung               | Bemerkung |
| ---------- | ------------------ | ------------------ | --------------------------------- | --- |
| A 56       | 28. Februar 1917   | 14. April 1917     | † 12. März 1918                   | Das Boot lief am 12. März 1918 auf 53° 45′ N, 6° 15′ O auf eine Mine und sank unter Verlust von 16 Mann |
| A 57       | 28. Februar 1917   | 28. April 1917     | † 2. März 1918                    | Das Boot lief am 2. März 1918 auf 53° 21′ N, 4° 57′ O auf eine Mine und sank unter Verlust von zwölf Mann |
| A 58       | 31. März 1917      | 5. Mai 1917        | † 15. August 1918                 | Das Boot lief am 15. August 1918 auf 51° 24′ N, 3° 16′ O auf eine Mine und sank unter Verlust von drei Mann |
| A 59       | 13. April 1917     | 9. Juni 1917       | § polnische Kriegsbeute 1920      | am 30. September 1920 an Polen ausgeliefert, 1921 in Rosyth umgebaut, umbenannt in Ślązak und bis 1937 im aktiven Dienst, anschließend als Zielschiff aufgebraucht                                                                     |
| A 60       | 15. Mai 1917       | 23. Juni 1917      | † 30. November 1917               | Das Boot lief am 30. November 1917 um 02.00 Uhr auf 51° 25′ N, 3° 10′ O auf eine Mine und sank unter Verlust von 17 Mann |
| A 61       | 15. Mai 1917       | 11. Juli 1917      | § britische Kriegsbeute 1920      | am 15. September 1920 an Großbritannien ausgeliefert und bis 1923 abgewrackt |
| A 62       | 8. Juni 1917       | 25. Juli 1917      | § britische Kriegsbeute 1920      | am 15. September 1920 an Großbritannien ausgeliefert und bis 1923 abgewrackt |
| A 63       | 16. Juni 1917      | 11. August 1917    | § französische Kriegsbeute 1920   | am 30. September 1920 an Frankreich ausgeliefert und bis 1923 abgewrackt |
| A 64       | 30. März 1918      | 8. August 1918     | § polnische Kriegsbeute 1920      | am 30. September 1920 an Polen ausgeliefert, 1921 in Rosyth umgebaut, umbenannt in Krakowiak und am 4. September 1939 in der Danziger Bucht durch deutsche Flugzeuge versenkt                                                          |
| A 65       | 30. März 1918      | 24. August 1918    | § brasilianische Kriegsbeute 1920 | am 30. September 1920 ausgeliefert, 1921 an Großbritannien verkauft und bis 1922 in Queensferry abgewrackt |
| A 66       | 23. Juni 1918      | 20. September 1918 | § französische Kriegsbeute 1920   | am 30. September 1920 an Frankreich ausgeliefert und 1923 in Bo’ness abgewrackt |
| A 67       | 23. Juni 1918      | -                  | unvollendet                       | nur zu 75 % fertiggestellt, am 3. November 1919 gestrichen und 1921 in Hamburg abgewrackt |
| A 68       | 11. April 1917     | 13. Juni 1917      | § polnische Kriegsbeute 1920      | am 3. September 1920 an Polen ausgeliefert, 1921 in Rosyth umgebaut, umbenannt in Kujawiak und am 4. September 1939 in der Danziger Bucht selbst versenkt, dt. §, abgewrackt                                                           |
| A 69       | 28. April 1917     | 4. Juli 1917       | § polnische Kriegsbeute 1920      | am 3. September 1920 ausgeliefert, gegen V 105 getauscht, von den Briten 1922 in Queensferry abgewrackt |
| A 70       | 19. Mai 1917       | 23. Juli 1917      | § japanische Kriegsbeute 1920     | am 30. September 1920 ausgeliefert und 1923 in Bo’ness abgewrackt |
| A 71       | 9. Juni 1917       | 13. August 1917    | † 4. Mai 1918                     | Das Boot lief am 4. Mai 1918 um 02.10 Uhr auf 54° 39′ N, 6° 27′ O auf eine Mine und sank unter Verlust von 6 Mann |
| A 72       | 30. Juni 1917      | 1. September 1917  | † 14. Mai 1918                    | Das Boot lief am 14. Mai 1918 um 01.30 Uhr auf 55° 34′ N, 5° 54′ O auf eine Mine und sank unter Verlust von 25 Mann |
| A 73       | 7. Juli 1917       | 21. September 1917 | † 20. Januar 1918                 | Das Boot lief am 20. Januar 1918 auf 54° 40′ N, 6° 32′ O auf eine Mine und sank unter Verlust von 40 Mann |
| A 74       | 4. August 1917     | 9. Oktober 1917    | § brasilianische Kriegsbeute 1920 | am 30. September 1920 ausgeliefert, 1921 an Großbritannien verkauft und 1922 in Queensferry abgewrackt |
| A 75       | 11. August 1917    | 26. Oktober 1917   | § französische Kriegsbeute 1920   | am 30. September 1920 ausgeliefert, 1923 in Bo’ness abgewrackt |
| A 76       | 1. September 1917  | 12. November 1917  | § französische Kriegsbeute 1920   | am 30. September 1920 ausgeliefert, 1923 in Bo’ness abgewrackt |
| A 77       | 22. September 1917 | 27. November 1917  | † 20. Januar 1918                 | Das Boot lief am 20. Januar 1918 um 08.30 Uhr auf 54° 40′ N, 6° 32′ O auf eine Mine und sank unter Verlust von 33 Mann |
| A 78       | 13. Oktober 1917   | 15. Dezember 1917  | § brasilianische Kriegsbeute 1920 | am 3. September 1920 ausgeliefert, 1921 an Großbritannien verkauft und 1922 in Bo’ness abgewrackt |
| A 79       | 8. November 1917   | 12. Januar 1918    | † 11. Juli 1918                   | Das Boot lief am 11. Juli 1918 um 00.15 Uhr auf 54° 47′ N, 4° 52′ O auf eine Mine und sank unter Verlust von 53 Mann |
| A 80       | 24. Oktober 1917   | 21. Dezember 1917  | § polnische Kriegsbeute 1920      | am 30. September 1920 an Polen ausgeliefert, umbenannt in Goral, 1922 in Podhalanin; 1938 gestrichen, Zielschiff und Tankbehälter; am 1. September 1939 vor Hela durch deutsche Flugzeuge versenkt; dt §, gehoben und abgebrochen      |
| A 81       | 27. November 1917  | 10. Januar 1918    | § brasilianische Kriegsbeute 1920 | am 30. September 1920 ausgeliefert, 1921 an Großbritannien verkauft und in Sunderland abgewrackt |
| A 82       | 27. März 1918      | 1. Juni 1918       | x 29. Oktober 1918                | Das Boot war der U-Boot-Flottille Mittelmeer in Pola zugeordnet und wurde bei der Aufgabe Fiumes am 29. Oktober 1918 dort auf 45° 21′ N, 14° 26′ O selbstversenkt, 1920 gehoben und anschließend in Italien abgewrackt (wie auch A 51) |
| A 83       | 28. Mai 1918       | -                  | unvollendet                       | nur zu 60 % fertiggestellt, am 3. November 1919 gestrichen und 1921 in Kiel abgewrackt |
| A 84       | 19. April 1918     | -                  | unvollendet                       | nur zu ca. 50 % fertiggestellt, am 3. November 1919 gestrichen und 1921 in Kiel abgewrackt |
| A 85       | 6. Juni 1918       | -                  | unvollendet                       | nur zu 40 % fertiggestellt, am 3. November 1919 gestrichen und 1921 in Kiel abgewrackt |
| A 86       | 5. Februar 1918    | 16. März 1918      | § französische Kriegsbeute 1920   | am 30. September 1920 ausgeliefert, und 1923 in Bo’ness abgewrackt |
| A 87       | 21. Februar 1918   | 8. April 1918      | § brasilianische Kriegsbeute 1920 | am 15. September 1920 ausgeliefert, 1921 an Großbritannien verkauft und bis 1922 in Bo’ness abgewrackt |
| A 88       | 2. März 1918       | 27. April 1918     | § britische Kriegsbeute 1920      | am 30. September 1920 ausgeliefert, und 1923 in Bo’ness abgewrackt |
| A 89       | 22. März 1918      | 14. Mai 1918       | § britische Kriegsbeute 1920      | am 30. September 1920 ausgeliefert, und 1923 in Bo’ness abgewrackt |
| A 90       | 6. April 1918      | 6. Juni 1918       | § britische Kriegsbeute 1920      | am 30. September 1920 ausgeliefert, und 1922 in Bo’ness abgewrackt |
| A 91       | 27. April 1918     | 22. Juni 1918      | § britische Kriegsbeute 1920      | am 30. September 1920 ausgeliefert, und 1922 in Bo’ness abgewrackt |
| A 92       | 16. März 1918      | 24. Mai 1918       | § brasilianische Kriegsbeute 1920 | am 15. September 1920 ausgeliefert, 1921 an Großbritannien verkauft und 1923 in Bo´ness abgewrackt |
| A 93       | 9. April 1918      | 18. Juni 1918      | § britische Kriegsbeute 1920      | am 30. September 1920 ausgeliefert, und 1922 in Bo’ness abgewrackt |
| A 94       | 27. April 1918     | 19. Juli 1918      | § britische Kriegsbeute 1920      | am 30. September 1920 ausgeliefert, und 1923 in Bo’ness abgewrackt |
| A 95       | 25. Mai 1918       | 19. August 1918    | § britische Kriegsbeute 1920      | am 30. September 1920 ausgeliefert, und 1923 in Bo’ness abgewrackt |
| A 96 - 113 | -                  | -                  | unvollendet                       | nur bis zu 35 % fertiggestellt, am 3. November 1919 gestrichen und auf den Helgen abgebrochen |